# Louis Choisy (aviron)
Pour les articles homonymes, voir Louis Choisy et Choisy (homonymie).
Louis Choisy est un rameur suisse né en 1869 et mort en 1942.

## Biographie

### Carrière sportive
Il est né à Gand en 1869 mais il est élevé à Genève. À 16 ans, il quitte Genève avec sa famille et s'installe à nouveau à Gand. Dès son arrivée, il se passionne pour l'aviron et intègre le Koninklijke Roeivereniging Club Gent avec son frère Georges. Il importe et utilise très tôt le système anglais des sièges roulants contrairement aux autres rameurs belges. Ceci permet notamment aux deux frères Choisy de remporter des courses. À la suite de leurs succès, le club de Gand décide de changer ces couleurs et d'adopter les couleurs de la Suisse (le blanc et le rouge).
Au cours de ces quatorze années de carrière, il a couru en double, en quatre et en huit et il a remporté 105 premiers en pointe et en couple dont 4 championnats de Belgique,. Il termine troisième aux Championnats d'Europe d'aviron 1894 avec le 8 belge.

### Après carrière
En 1906, il revient à Genève et rejoint la Société nautique de Genève où il est animateur et administrateur. Il est l'organisateur des championnats d'Europe d'aviron 1912 et l'entraîneur de Charles Holzmann et d'Albert Felber qui remportent la course en deux avec barreur. Dans les années 1920, il est l'entraîneur d'Édouard Candeveau et d'Alfred Felber qui remporte en 1922 et 1923 les championnats d'Europe et le titre olympique en 1924.
Il a été le président de la Société nautique de Genève et de la Fédération suisse des sociétés d'aviron entre 1924 et 1925,,.
Il a également été arbitre international et secrétaire - trésorier de la FISA entre 1925 et 1927.
Il a été directeur la succursale des Eaux-Vives de la société de banque suisse. Il a eu un fils, Eric.